# Sipson
Sipson a londoni Hillingdon kerület egy része, mely a London-Heathrow-i repülőtér északi határánál, a Charing Crosstól 23 km-re nyugatra fekszik. Neve az óangol Sibbwines tūn kifejezésből származik, melynek magyar jelentése: "Sibbwine tanyája".
A falut a BAA tervei szerint hamarosan eltüntetik, mivel itt fog futni a reptér harmadik kifutópályája. A NOTRAG (a helyi No Third Runway Action Group (Nem a Harmadik Kifutópályára)) nyomása és környezetvédelmi aggodalmak ellenére a kifutópálya tervét már hivatalosan is elfogadták, úgyhogy szinte biztos, hogy a kis falut hamarosan el fogják tüntetni.
Jelenleg itt lakik Simon Lloyd Cuff, az oxfordi Keble Főiskola kápolnagondnoka.

## Legközelebbi helyek
- Harmondsworth
- Harlington
- Yiewsley
- Hayes
- Heathrow

## Külső hivatkozások
- A BBC News oldala a harmadik kifutópálya megépítésének a Sipson iskolára gyakorolt hatásairól